# 莽荒纪
《莽荒纪》，2018年中国大陆传说时期古装剧，故事背景为盘古开天辟地直至三皇五帝之后。该剧由我吃西红柿小说《莽荒纪》改编。由刘恺威、王鸥、陈亦飞、张峻宁、牛骏峰领衔主演，于2016年9月至2017年1月拍摄。

## 播出时间
| 频道                       | 所在地 | 播出日期      | 备注 |
| -------------------------- | ------ | ------------- | ---- |
| 安徽卫视、爱奇艺、腾讯视频 | 中国   | 2018年4月30日 |      |

## 故事大綱
三界出世以來，三千大世界、億萬小世界，一直各自相安。但隨著渾沌界域神王心懷統一三界霸權之野心，日益變強。神、魔大戰蔓延，各界域陷入一片戰火之中，生靈塗炭。最終女媧聯合眾神，耗盡功力成功封印混沌神王於虛空。為防神王千年之後重新復甦。女媧授命赤明界域尉遲氏與鳳氏兩族，合力看守封印。並留下一顆種子，以應對未來的危機。神王雖被封印，但其爪牙卻未停止動作，隨著時間推移，他們始終在尋找著破解封印的方法。並試圖找到女媧留下的種子，以待神王的回歸。赤明界域也因此迎來一片腥風血雨……

## 演员列表

### 主要演员
| 演員   | 角色     | 简介 | 配音   |
| 劉愷威 | 纪宁     | 紀氏部落族長之子（尉迟氏後人）／新摘星府傳人→黑白學宮新生（特招第三位）                                                      | 张杰   |
| 陳亦飛 | 纪农     | 紀氏部落族人之養子（原名：少炎农）→黑白學宮新生→棄子 参见黑白學宮                                                            | 陈浩   |
| 张峻宁 | 冬七     | 無間門門主／南筠的伴侶 | 彭尧   |
| 王鸥   | 南筠     | （前任 火虹仙子）／無間門門主－冬七的伴侶（沉睡長眠中）                                                                      | 邱秋   |
| 王鸥   | 余薇     | （鳳族後人／神似南筠）／黑白學宮舊生 纪宁的黑白學宮引路人 参见黑白學宮                                                       | 邱秋   |
| 牛骏峰 | 木子朔   | 傀儡世家之子→黑白學宮新生 参见黑白學宮                                                                                       | 曹旭鹏 |
| 李威   | 邋遢道人 | 黑白學宮首席大師兄／掌宮親傳弟子／（具飛行能力） 性格潔癖、桀傲不遜，只聽命於掌宮命令。是眾多女弟子的夢中情人。 参见黑白學宮 | 王磊   |
| 赵予熙 | 秋叶     | 纪农的妻子→戰亡 雪龍山與紀氏一族之戰，為救紀農而死（第2集）。                                                                | 徐佳琦 |
| 赵予熙 | 九莲     | 東延氏少主（擅藥學－神似秋叶）→黑白學宮新生 火聖道人之女。 参见黑白學宮                                                      | 徐佳琦 |
| 张双利 | 殿才道人 | 黑白學宮三位掌門之一 参见黑白學宮                                                                                            | 任亚明 |
| 陈梦瑶 | 水易     | 無間門門人， | 张碧玉 |
| 梁家仁 | 纪一川   | 紀氏部落族長→戰亡 為救紀氏一族，自爆法力與雪龍山許離真人一併而亡（第2集）。                                                  |        |
| 徐少强 | 玄机老祖 | |        |
| 黄征   | 神王     | | 杨默   |
| 卢勇   | 许离真人 | →戰亡 藉著要報雪龍山少主被殺之仇，與紀氏一族。紀氏部落族長自爆法力與其一併而亡（第2集）。                                    | 曲敬国 |
| 王春元 | 黄伯     | 摘星府界靈 | 赵铭洲 |
| 姜永波 | 冥肖道人 | 黑白學宮最高掌宮 位居掌宮殿。 参见黑白學宮                                                                                   | 亡莱   |
| 郑雪   | 惜月郡主 | 郡主／尉迟雪之外甥女（尉迟氏後裔）／外祖父為延王、母親夏芒氏 参见尉池氏族                                                    | 张艾。 |
| 冯俊熙 | 北山百微 | | 苏尚卿 |
| 宁心   | 冬霖     | | 唐小喜 |
| 甄琪   | 空青     | 少女，擅蛇語，會空間穿梭。與纪宁、余薇因捕獵而認識，成為好友。常幫纪宁解決問題與報信。                                       |        |
| 龚悦   | 侗虞     | |        |
| 刘慧   | 莫尘     | |        |

### 黑白學宮
| 演員   | 角色     | 简介 | 配音   |
| 姜永波 | 冥肖道人 | 黑白學宮最高掌宮                                                                                              | 亡莱   |
| 张双利 | 殿才道人 | 黑白學宮三位掌門之一                                                                                          | 任亚明 |
| 李斌   | 长青剑仙 | 黑白學宮三位掌門之一                                                                                          | 谷峰   |
| 魏子杨 | 五疯道人 | 黑白學宮三位掌門之一                                                                                          | 孙金梁 |
| 李威   | 邋遢道人 | 黑白學宮首席大師兄／掌宮親傳弟子／（具飛行能力） 参见主要演员                                                 | 王磊   |
| 王鸥   | 余薇     | （鳳族後人／神似南筠）／黑白學宮舊生 纪宁的黑白學宮引路人。 参见主要演员                                      |        |
| 赵予熙 | 九莲     | 東延氏少主（神似秋叶）→黑白學宮新生 學宮單身宿舍學員之一。 参见主要演员                                       |        |
| 劉愷威 | 纪宁     | 紀氏部落族長之子（尉迟氏後人）／新摘星府傳人→黑白學宮新生（特招第三位） 學宮免費宿舍三室友之一。 参见主要演员 | 张杰   |
| 陳亦飛 | 纪农     | 紀氏部落族人之養子（原名：少炎农）→黑白學宮新生 學宮免費宿舍三室友之一→棄子。 参见主要演员                    | 陈浩   |
| 牛骏峰 | 木子朔   | 傀儡世家之子→黑白學宮新生 學宮免費宿舍三室友之一。 参见主要演员                                               | 曹旭鹏 |

### 尉池氏族
| 演員   | 角色     | 简介                                                                      | 配音   |
| 王艳梅 | 尉迟雪   | 紀氏部落族長夫人（尉迟氏後人）                                            | 李世荣 |
| 劉愷威 | 纪宁     | 紀氏部落族長之子（尉迟氏後裔） 學宮免費宿舍三室友之一。 参见主要演员      | 张杰   |
| 郑雪   | 惜月郡主 | 郡主／尉迟雪之外甥女（尉迟氏後裔）／外祖父為延王、母親夏芒氏 参见主要演员 | 张艾。 |

### 其他演员
| 演員   | 角色         | 简介 | 配音   |
| 李樱芝 | 琼华仙人     | |        |
| 王永健 | 暗影         | |        |
| 高昕   | 饮血问剑     | |        |
| 黄昱清 | 寒晨         | |        |
| 赵煜   | 玖月         | | 张璐   |
| 彭义程 | 圣君         | |        |
| 李柏羽 | 农子道       | 雪龍山族許離真人心腹（無間門臥底），為幫主子搶奪紀氏礦區之元石，趁其少主與紀氏搶奪而引發元石元力爆發，其少主受震盪昏迷後雖甦醒，把其殺害後嫁禍紀氏（第1集）。 | 何凯鹏 |
| 金钊   | 尉迟山       | |        |
| 李曼铱 | 影婆婆       | |        |
| 张伟东 | 尉迟峰       | |        |
| 易照博 | 纪九火       | |        |
| 沈雪炜 | 纪烈         | 紀氏部落族族人／纪农的養父 | 吴凌云 |
| 王胜利 | 北山黑虎     | |        |
| 屈刚   | 火圣道人     | |        |
| 金盾   | 简白         | |        |
| 李政宇 | 越古         | | 杨天翔 |
| 祁淇   | 女娲         | |        |
| 陈健飞 | 陆压道人     | |        |
| 刘威州 | 延王         | |        |
| 刘羽琪 | 长泽公主     | |        |
| 侯俊光 | 陈进         | 雪龍山少主→戰亡 為搶奪紀氏部落礦區之元石，與紀氏搶奪中，引發元石元力爆發，受其震盪昏迷。雖甦醒，但被同族奸細殺害，並嫁禍紀氏（第1集）。                       |        |
| 庞嘉良 | 东河飞大祭司 | |        |
| 罗佩   | 东河树       | |        |
| 张景纶 | 东河寂       | |        |
| 孙悦函 | 巫月婆婆     | |        |
| 郑歌   | 大祭司       | |        |
| 郭昶   | 小祭司       | |        |
| 金阳   | 古树婆婆     | |        |